# Chiesa di Santa Maria delle Vedute

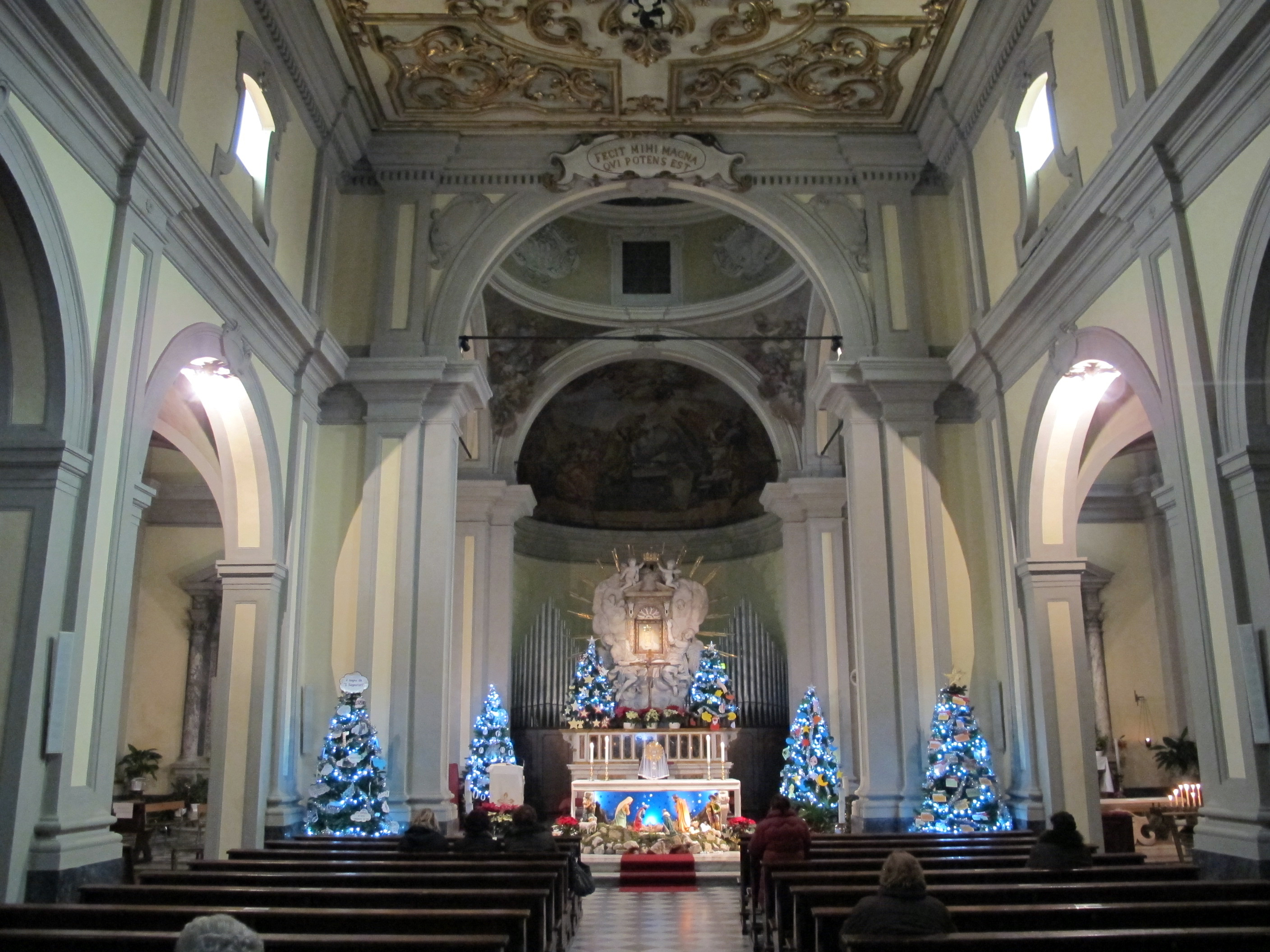
Interno

La chiesa di Santa Maria delle Vedute si trova a Fucecchio, in provincia di Firenze, diocesi di San Miniato: l'edificio si trova nella parte bassa della cittadina, fuori dalle antiche mura.

## Descrizione
La chiesa ha una bella cupola affrescata da Francesco Salvetti e successivamente da Giuseppe Parenti. Il soffitto ligneo barocco è invece opera del 1743 di Giovan Battista Dolci e Romolo Malvisti e fu ricoperto in oro da Gaspero Masini. Al centro del soffitto si trova una tela di Vincenzo Meucci rappresentante la Visione di San Rocco, protettore contro la peste, a ricordo della storia della chiesa, antico oratorio dei Santi Sebastiano e Rocco.
L'edificio, infatti, fu costruito nella prima metà del XVIII secolo al posto del precedente, più piccolo e cinquecentesco. L'aspetto odierno della facciata, però, risale al restauro del 1911. Anche l'interno, con un impianto a tre navate, è profondamente cambiato dalle origini: la pianta originaria prevedeva la sola navata centrale, che conserva l'aspetto settecentesco, mentre le altre due furono realizzate nel XIX secolo.
Vi si venera sull'altare maggiore l'immagine, ritenuta taumaturgica, della Vergine Santissima delle Cerbaie delle Vedute, che dà il nome alla chiesa: l'immagine, qui traslata nel 1730 da un tabernacolo che si trovava in località Le Vedute nelle Cerbaie, stando alla tradizione popolare risalirebbe al XIII secolo.